# Olympische Sommerspiele 2004/Teilnehmer (Malawi)
| Gelbes Symbol für Goldmedaillen mit stilisierten Olympischen Ringen | Graues Symbol für Silbermedaillen mit stilisierten Olympischen Ringen | Braundes Symbol für Bronzemedaillen mit stilisierten Olympischen Ringen |
| ------------------------------------------------------------------- | --------------------------------------------------------------------- | ----------------------------------------------------------------------- |
| —                                                                   | —                                                                     | —                                                                       |

Malawi nahm bei den Olympischen Sommerspielen 2004 in der griechischen Hauptstadt Athen mit vier Sportlern, zwei Frauen und zwei Männern, teil.
Seit 1972 war es die siebte Teilnahme eines malawischen Teams bei Olympischen Sommerspielen.

## Teilnehmer nach Sportart

### Leichtathletik
- Catherine Chikwakwa
Frauen, 5000 m: in der 1. Runde ausgeschieden (15:46,17 min)

- Kondwani Chiwina
Männer, 800 m: in der 1. Runde ausgeschieden (1:49,87 min; persönliche Bestleistung)

### Schwimmen
- Han Choi
Frauen, 50 m Freistil: 69. Platz (31,62 s)

- Yona Walesi
Männer, 50 m Freistil: 83. Platz (34,11 s)